# 프라이오리티 레코드

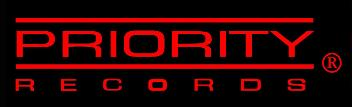

프라이오리티 레코드(Priority Records)는 유니버설 뮤직 그룹이 소유한 미국의 음반사이다. 주로 힙합 음악을 다룬다.